# ローレン・ブラウン
ローレン・ブラウン（Lauren Brown、1995年4月18日 - ）は、オーストラリアの女子ラグビーユニオン選手でラグビーリーグの選手でもある。現在ブリスベン・ブロンコスに所属する。

## プロフィール
- オーストラリアゴールドコースト出身[1]。
- ポジションはウィング(WTB)。
- 身長 169cm、体重 69kg

## 略歴
2018年、ラグビーワールドカップセブンズ2018の7人制女子オーストラリア代表に選ばれて3位に貢献。
2020年、ブリスベン・ブロンコスに加入。